# مارلکا
مارلکا (به لاتین: Marylka) یک روستا در لهستان است که در گمینا تارچن واقع شده‌است.
 مارلکا   ۱۳۲ متر بالاتر از سطح دریا واقع شده‌است.